# تن‌تن در تبت
تن‌تن در تبت (فرانسوی: Tintin au Tibet) بیستمین کتاب کامیک از مجموعهٔ کتاب‌های مصور ماجراهای تن‌تن و میلو است. این کتاب نخستین بار در سال ۱۹۶۰ میلادی توسط هرژه نوشته، طراحی و به چاپ رسید. گفته می‌شود که کتاب ''تن‌تن در تبت'' محبوبترین داستان از سری ماجراهای تن‌تن برای هرژه بوده است. وی این داستان را در شرایط بسیار سختی از زندگی شخصی‌اش و در هنگام جدایی از همسر اولش نوشت. داستان در مورد خبرنگار جوان تن‌تن در جستجوی دوستش چانگ چونگ چن است که مقامات ادعا می کنند به‌خاطر یک سانحه هوایی در هیمالیا جان خود را از دست داده. تن‌تن که متقاعد شده دوستش جان سالم به در برده، همراه با میلو، کاپیتان هادوک و تارکی (راهنمای شرپا)، از هیمالیا به فلات تبت می‌رود و در طول راه با یتی مرموز روبرو می‌شود.
پس از کوسه‌های دریای سرخ (۱۹۵۸) و تعداد زیاد شخصیت‌هایی که در آن حضور داشتند، تن‌تن در تبت بر خلاف دیگر داستان‌های این مجموعه تنها چند شخصیت آشنا را در خود دارد؛ همچنین در این کتاب، تن‌تن برای اولین و آخرین بار از سری ماجراهای تن‌تن و میلو با شخصیت های منفی روبرو نمی‌شود.  مضامین داستان هرژه شامل ادراک فراحسی، عرفان بودیسم تبتی و دوستی است. تن تن در تبت که به ۳۲ زبان ترجمه شد، مورد تحسین گسترده منتقدان قرار گرفت و به طور کلی یک از بهترین اثرهای هرژه به حساب می آید. همچنین توسط دالایی لاما، که جایزه نور حقیقت را به آن اعطا کرد، تحسین شده است. این داستان یک موفقیت تجاری بود و اندکی پس از پایان آن در قالب کتاب، توسط کسترمن منتشر شد. این مجموعه خود به بخشی تعیین کننده از سنت کمیک فرانسوی-بلژیکی تبدیل شد.

## خلاصه داستان

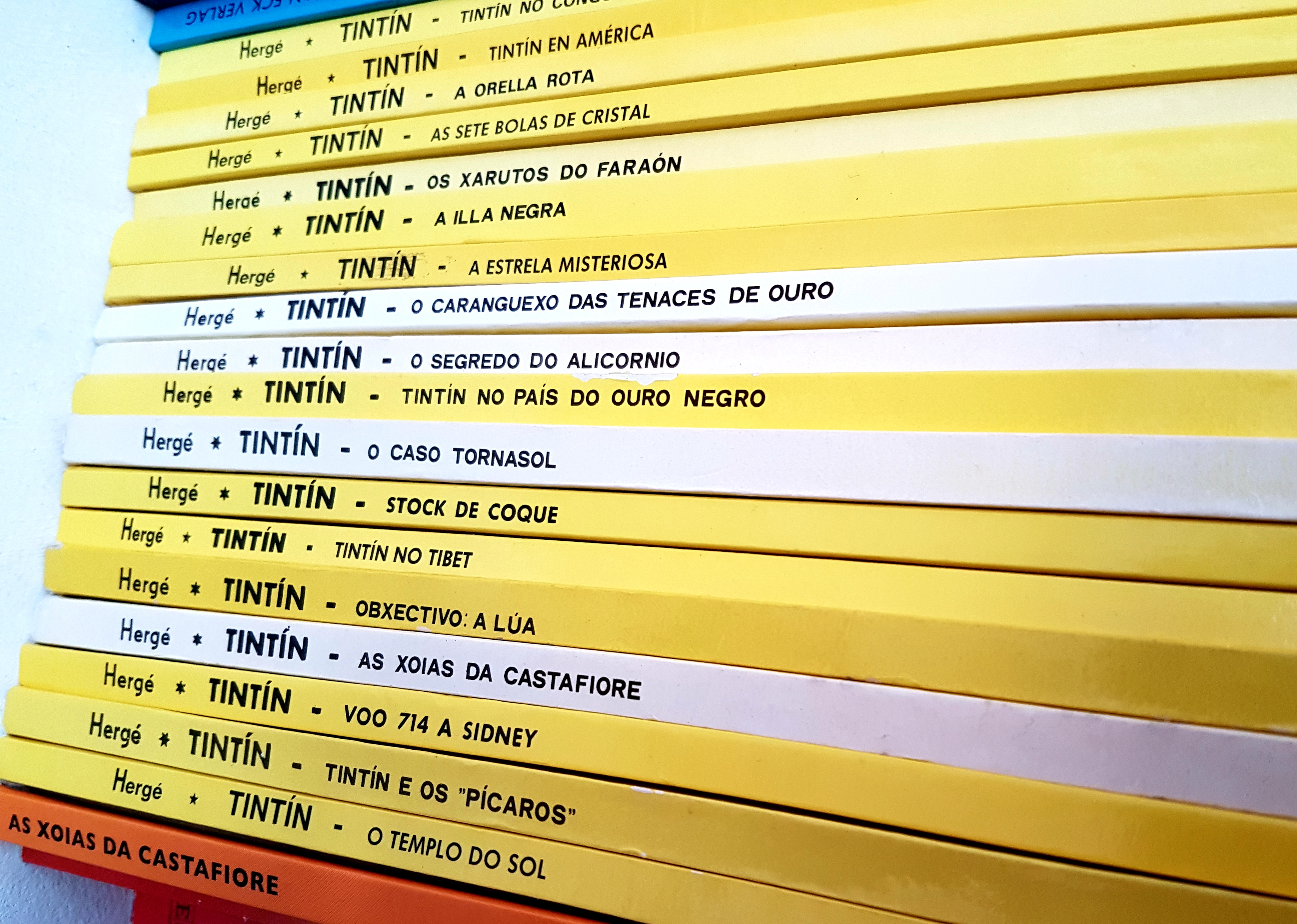
تصویر سری های کامیک تن‌تن (۲۰۲۰-توسط atobar)

داستان این قسمت نیز از جایی شروع می‌شود که تن‌تن، به همراه میلو،‌ کایپتان هادوک و پروفسور تورنسل در حال سپری کردن تعطیلات در کوه‌های آلپ هستند. در این زمان، تن‌تن خبری را در رابطه با سقوط یک هواپیما در ارتفاعات هیمالیا در تبت می‌خواند. پس از خواندن این خبر، تن‌تن خواب چنگ چونگ چن، دوست خود را می‌بیند که به شدت مجروح شده و نیازمند کمک است. تن‌تن که متقاعد شده چنگ زنده است و به کمک او نیاز دارد، به همراه میلو و کاپیتان هادوک، از طریق دهلی به کاتماندو می‌روند. آنجا شرپایی (راهنما) با نام تارکی را استخدام می‌کنند و از طریق نپال به سمت محل سقوط هواپیما حرکت می‌کنند.
در هنگام سفر خود به محل سقوط هواپیما، این گروه با ردپاهای عجیبی روبه‌رو می‌شوند و در نهایت به محل سقوط هواپیما می‌رسند. تن‌تن به کمک میلو، به دنبال ردپای چنگ راه می‌افتند و غاری را پیدا می‌کنند که روی سنگی در آن، چنگ نام خود را حک کرده است. پس از گیر افتادن در طوفان، آن‌ها شمایل مرموزی را می‌بینند که مانند یک انسان است. شرپای آن‌ها، کاملا اعتقاد دارد که آن شمایل، یتی، غول مرموز کوه‌های هیمالیا بوده است و سعی می‌کند تن‌تن را از گشتن به دنبال چنگ، منصرف کند.
بعد از اینکه تن‌تن این پیشنهاد را قبول نمی‌کند، شرپای آنها، سفر را ادامه نمی‌دهد و تن‌تن، هادوک و میلو به تنهایی به دنبال چنگ می‌افتند. طی اتفاقاتی، هادوک حاضر می‌شود برای نجات جان تن‌تن، جان خود را فدا کند اما شانسی که آن‌ها می‌آورند، این است که شرپای آن‌ها متوجه مخمصه‌ای که تن‌تن و هادوک در آن گیر افتاده‌اند می‌شود و سر بزنگاه برای نجات آن‌ها باز می‌گردد. در این بین، آن‌ها دچار یک طوفان دیگر می‌شوند و یکی از راهبان دهکده نزدیک، خواب می‌بیند که گروه آن‌ها، دچار سانحه شده است. میلو، به کمک آن‌ها می‌آید و با رساندن یادداشتی به دهکده، تن‌تن و هادوک را نجات می‌دهد.
پس از اینکه آن‌ها سلامت نسبی خود را باز می‌یابند،‌ دوباره جستجو برای یافتن چنگ را از سر می‌گیرند و تن‌تن، در خواب دیگری، از محل اختفای چنگ آگاه می‌شود. پس از تلاش‌های بسیار زیاد، آن‌ها چنگ را پیدا می‌کنند و یتی واقعی را نیز ملاقات می‌کنند و به این نتیجه می‌رسند که یتی، آن‌طور که همه فکر می‌کنند، موجودی پلید و یک هیولا نیست و روحی انسان‌گونه در او وجود دارد و در تمام این مدت، در حال مراقبت از چنگ بوده است.

## تاریخچه

### پیشینه و ایده های اولیه

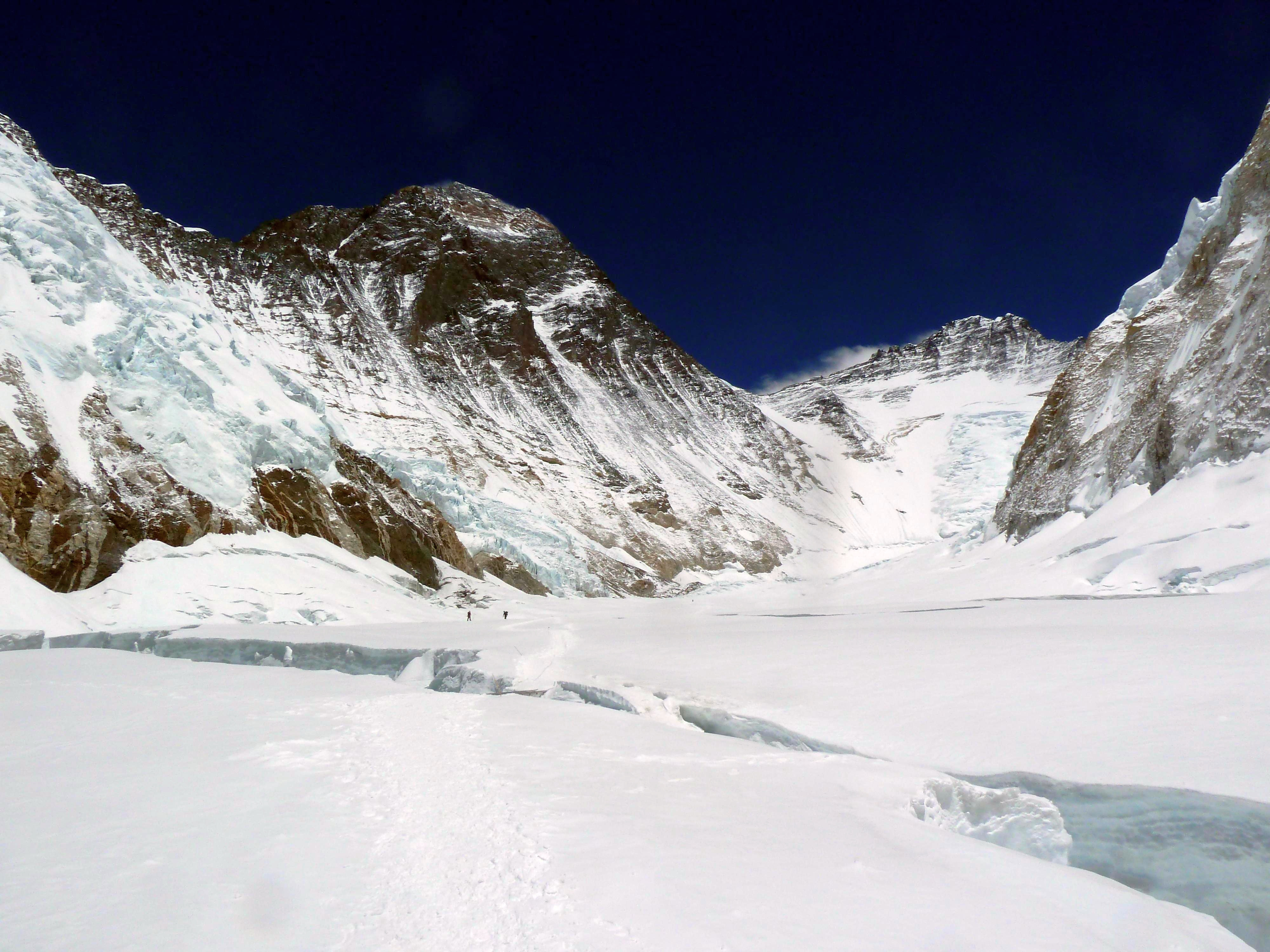
هرژه مجموعه‌ای از تصاویر جمع آوری کرد و از تصاویری شبیه به این تصویر از منظره تبت به عنوان الهام‌بخش طراحی‌های منظره کوهستانی خود استفاده کرد.

یکی دیگر از داستان‌هایی که هرژه برای داستان بعدی تن‌تن در نظر داشت، تلاش تن‌تن برای نجات نستور (خدمتکار هادوک و قصر مولینسار) بود که به اشتباه به یک جرم متهم شده بود. با این حال، وی تصمیم گرفت که داستان بعدی تن‌تن، یک داستان عاری از خشونت باشد. ایدهٔ بعدی، فرستادن تن‌تن و پروفسور تورنسل به قطب شمال بود که در آن آن‌ها تلاش می‌کردند تعدادی از دانشمندان را از یک مسمومیت غذایی مرموز، نجات دهند. با اینکه هرژه این ایده را نیز رد کرد، اما محیط برفی را از این ایده الهام گرفت.
در سال ۱۹۵۴، یکی از دستیاران هرژه به نام ژاک ون ملکبکه، پیشنهاد داد آنها در یکی از داستان‌ها، تن‌تن را به تبت ببرند. از طرف دیگر، در سال ۱۹۵۵، یکی از کسانی که به هرژه در داستان دو قسمتی سفر به ماه کمک کرد، کتابی را با نام «به دنبال حیوانات ناشناخته» که خودش نوشته بود، به او هدیه داد و به هرژه پیشنهاد کرد که تن‌تن، باید در داستانی یتی را ملاقات کند. در سال ۱۹۵۸، نهایتا هرژه تصمیم گرفت که تبت، جایی است که ماجراجویی بعدی تن‌تن به وقوع می‌پیوندد.
نام‌های پیشنهادی اولیه برای این کتاب، «پوزه گاو»، «پوزه خرس» و «پوزه یتی» بودند که همگی به منطقه‌ای اشاره داشتند که در داستان می‌دیدیم. با این حال، در انتها وی تصمیم گرفت که نام تن‌تن در تبت را برای این کتاب انتخاب کند زیرا معتقد بود که استفاده از نام تن‌تن در اسم کتاب، باعث فروش بیشتر آن می‌شود.

### مشکلات روانی هرژه
زمانی که هرژه در حال نوشتن این داستان بود، از لحاظ روحی اصلا در شرایط مناسبی به سر نمی‌برد و حتی دچار یک فروپاشی ذهنی شد. در سال ۱۹۵۶، وی به این نتیجه رسید که رابطه‌اش با همسرش جرمین، که در سال ۱۹۳۲ با هم ازدواج کرده بودند، به بن‌بست رسیده است و او به این نکته پی برد که عاشق فنی ولامنیک، یکی از کارمندانش در استودیو هرژه که ۲۸ سال سن داشت، شده است. به همین دلیل، هرژه درخواست طلاق خود را ارائه کرد و پس از کشمکش‌های فراوان و بر خلاف عقایدش، مجبور به طلاق همسر اول خود شد. هرژه بعدها در یکی از مصاحبه‌هایش گفت:

" تمام این اتفاقات به معنی این بود که من باید تمام ارزش‌های خودم را زیر پا می‌گذاشتم و این برای من شوکه کننده بود. من ازدواج کرده و عاشق شخص دیگری شده بودم. از طرفی، زندگی کردن با همسرم غیر ممکن به نظر می‌رسید و از طرف دیگر، تفکرات پیشاهنگی من به من یاد داده بود که هر فردی، باید تا آخر زندگی روی حرف خود ایستادگی کند. آن زمان، دوران بسیار فاجعه‌باری برای من بود. "

در این دوران، هرژه دچار کابوس‌های وحشتناکی شد که در این کابوس‌ها، وی به دفعات برف می‌دید:

" در آن زمان، من دچار یک بحران واقعی شده بودم و رویاهای من تقریبا همیشه «سفید» بودند و این رویاها بسیار به من استرس می‌دادند. من در هنگام بیداری، از آنها یادداشت تهیه می‌کردم. در یکی از این رویاها، من در برجی بودم که توسط برگ‌های زرد پوشیده شده بودند. در این هنگام، اسکلت سفیدی سعی کرد من را بگیرد و ناگهان تمام اطراف من، به رنگ سفید درآمد. "

به پیشنهاد ریموند دو بکر، ویراستار سابق هرژه، او به زوریخ سفر کرد و به ملاقات فرانز ریکین، یک روان‌کاو سوییسی رفت تا بتواند معنی رویاهای هرژه را پیدا کند. ریکین، به این نتیجه رسید که دلیل این رویاهای هرژه، گشتن به دنبال پاکی است که در نهایت منجر به نوشتن کتاب تن‌تن در تبت شد. ریکین،‌ به او پیشنهاد کرد که برای رهایی از این مشکلات، باید نوشتن داستان‌های تن‌تن را متوقف کند و حتی هرژه در مقطعی این پیشنهاد را بررسی کرد و قصد داشت تمرکز خود را روی هنرهای دیگر بگذارد اما به این نتیجه رسید که این کار، به نوعی قبول شکست است و ترجیح داد که ماجراهای تن‌تن را ادامه دهد.

### الهام گیری
هرژه برای نوشتن این داستان، منابع الهام متفاوتی داشت. از آنجایی که تن‌تن در تبت بسیار برای هرژه حالتی شخصی داشت، او تصمیم گرفت که تا حد ممکن، این داستان را به یک سفر تک‌نفره به سوی رستگاری نزدیک کند و به همین دلیل تنها میلو، یک شرپا و کاپیتان هادوک (که حضور وی برای بالا بردن بار طنز داستان ضروری بود) را درون داستان به همراه تن‌تن قرار داد. دلیل اصلی حضور چنگ در این داستان نیز در نوع خود جالب است. هنگامی که هرژه قصد داشت این شخصیت را که از زمان داستان نیلوفر آبی در مجموعه تن‌تن غایب بود، در داستانش قرار دهد، به یاد ژنگ، دوست چینی خود افتاد که حدود ۲۰ سال بود که وی را ملاقات نکرده بود. بیست سال قبل، هرژه عادت داشت که هر یک‌شنبه را با ژنگ بگذراند و از این طریق با فرهنگ چین آشنا شد. ژنگ، به کشور زادگاه خود بازگشت و در زمان حمله ژاپن به چین در سال ۱۹۳۷، ارتباط آنها قطع شد. هرژه با نوشتن داستان تن‌تن در تبت، به نوعی از امیدواری خود برای ملاقات دوباره با ژنگ خبر داده بود.

### انتشار
هرژه به دلیل اینکه قصد داشت به داستان خود تم واقع‌گرایانه‌ای بدهد، در نسخه اولیه داستان که در مجله تن‌تن منتشر می‌شد، لوگوی شرکت هواپیمایی هندوستان (ایر ایندیا) را روی هواپیمای سقوط کرده قرار داد. این اقدام هرژه، واکنش شرکت ایر ایندیا را در پی داشت. یکی از نمایندگان این شرکت، در ملاقاتی با هرژه به او گفت که این طراحی او، باعث خراب شدن ذهنیت مردم در برابر این خط هواپیمایی می‌شود و او به هرژه خاطرنشان کرد که تا حالا هیچ‌کدام از هواپیماهای این خط هوایی، سقوط نکرده است. به همین دلیل، خطوط هواپیمایی هندوستان، به هرژه در تحقیق او در رابطه با نپال و هندوستان کمک کرد و عکس‌ها و فیلم‌هایی از دهلی و کاتماندو در اختیار او گذاشت. با اینکه در نسخه چاپی کتاب، شماره پرواز VT باقی ماند‌ (شماره‌ای که مختص به هواپیماهای هندوستان بود)، او با تغییر لوگوی هواپیما موافقت کرد و از نام خیالی «خطوط هوایی ساری» برای این هواپیما استفاده کرد. البته به دلیل اینکه هندوستان دارای خطوط هواپیمایی بسیار زیادی است، هرژه امید داشت که این نام، بالاخره به یک خط هوایی مربوط بشود!
در زمان نوشتن داستان، تعدادی از اعضای استودیو هرژه، نگرانی خود را در قبال برخی از قسمت‌های داستان نشان دادند. به طور مثال، باب دو مور، اعتقاد داشت صحنه‌ای که هادوک با استوپا (یکی از مکان‌های مقدس بودایی‌ها) تصادف می‌کند، برای بودایی‌ها توهین‌آمیز است. از طرف دیگر، ملکبکه اعتقاد داشت هرژه نباید یتی را در داستان نشان دهد تا حسی معما گونه به وجود بیاید اما هرژه با او مخالفت کرد زیرا اعتقاد داشت نشان ندادن یتی، خوانندگان خردسال کتاب را ناامید می‌کند.
هنگام طراحی عکس روی جلد برای این داستان، هرژه قصد داشت که فقط فضایی سفید را نشان بدهد که تن‌تن و دوستانش روی آن ایستاده‌اند اما کسترمن، ناشر کتاب، معتقد بود این تصویر، بسیار ساده است و به همین دلیل هرژه کمی جزئیات به این تصویر اضافه کرد. در زمانی که هرژه در حال نوشتن این داستان بود،‌ اوضاع سیاسی در تبت بسیار آشفته بود. در سال ۱۹۵۹، قوی‌ترین، مهم‌ترین و رهبر معنوی تبت یعنی دالای‌لاما، خود را به شخصه به تبعید در هندوستان فرستاد. کتاب تن‌تن در تبت تا سال ۲۰۰۱ در چین به چاپ نرسید و زمانی که برای اولین بار چاپ شد، نام آن به «تن‌تن در تبت متعلق به چین» تغییر یافت که پس از اعتراض انجمن هرژه، ناشر چینی، نام اصلی کتاب را استفاده کرد.

## چاپ اول
- در انگلیس: Casterman
- در ایران (ترجمه فارسی): انتشارات ونوس